# Рейер, Армин Карлович
Армин Карлович Рейер (1876 — после 1938) — офицер Российского императорского флота, корабельный инженер, участник русско-японской и Первой мировой войн, полковник Российского императорской армии, помощник начальника Гатчинского Дворцового управления.

## Биография
Родился (23 октября (4 ноября) 1876 года в Дерпте, в семье доктора медицины приват-доцента по хирургии Дерптского университета К. К. Рейер (1846—1890) и его жены Анны фон Рейер.
В службе состоял с 1896 года. В 1899 году, после окончания кораблестроительного отделения Технического училища Морского ведомства в Кронштадте фельдфебель А. К. фон Рейер был произведён в младшие помощники судостроителя и направлен для прохождения службы в Санкт-Петербургский порт.
В 1902 году был произведён в мичманы. В 1902—1903 годах находился в заграничном плавании на новом крейсере «Богатырь» (строился на заводе «Вулкан» в Штетине) при переходе на Дальний Восток в состав Тихоокеанской эскадры. Участник русско-японской войны 1904—1905 годов, после окончания которой служил в Кронштадте. С 1908 года — лейтенант. Перевёлся из корабельных инженеров на строевую службу. В 1913 году произведён в капитаны 2 ранга, служил старшим офицером бронепалубного крейсера «Олег».
21 июля 1914 года был зачислен по гвардейской пехоте, 3 августа 1914 года переименован в подполковники гвардии пехоты, назначен исполняющим должность помощника начальника Гатчинского Дворцового управления. В ходе Первой мировой войны состоял при начальнике 2-го головного эвакуационного пункта, оставаясь в прежней должности.
Вместе с супругой Софией Дмитриевной (рожд. 1872, Саранск; урожд. Обухова)принял активное участие в создании лазаретов для раненых воинов в Гатчине. Лазарет для 53 нижних чинов и 7 офицеров открылся 23 сентября 1914 года на проспекте Павла I, в помещениях лазарета Кирасирского полка. А. К. фон Рейер стал завхозом, а его жена — попечительницей лазарета.
29 мая 1916 года получил Высочайшее благоволение за отлично-усердную службу; 6 декабря 1916 года за отличие был произведён в полковники с утверждением в должности помощника начальника Гатчинского дворцового управления.
После Октябрьской революции 1917 года стал участником Белого движения на юге России в составе ВСЮР и Русской армии до эвакуации Крыма. Вместе с отступающими войсками русской армии Врангеля Рейер эвакуировался из Крыма в Галлиполи. Осенью 1925 года находился в составе Технического батальона в Болгарии.
С 1930 года Рейер состоял членом Национал-социалистической рабочей партии Германии. Позднее полковник Рейер находился в эмиграции во Франции; в 1938 году жил в Марселе. Дальнейшая судьба неизвестна.

## Награды
- Орден Святого Станислава 2 степени (1897);
- Орден Святой Анны 4 степени с надписью «за храбрость»;
- Орден Святой Анны 4 степени (26.12.1916) за отлично-усердную службу и труды, понесённые во время воен. действий);
- медаль «В память русско-японской войны» (1906);
- медаль «В память 100-летия Отечественной войны 1812» (1912);
- светло-бронзовая медаль «В память 300-летия царствования дома Романовых» (1913);[2].

Иностранные:
- Орден Данеброг (кавалер креста, Дания);
- Орден Меча (Рыцарь I класса, Швеция);
- Коронационная медаль короля Хокона VII (Норвегия)[4].